# ایبرت تیگچلار
ایبرت تیگچلار (انگلیسی: Eibert Tigchelaar؛ زادهٔ ۱ ژانویهٔ ۱۹۵۹) اهل پادشاهی هلند  و به عنوان یک مرجع برجسته در موضوع طومارهای دریای مرده است.